# Rodrigue Akpakoun
Rodrigue Akpakoun (ur. 16 grudnia 1974 w Kotonu) – beniński piłkarz grający na pozycji napastnika.

## Kariera klubowa
W swojej karierze piłkarskiej Akpakoun występował jedynie we francuskich klubach. Pierwszym z nich był US Orléans, w którym zadebiutował w 1993 roku. W 1994 roku odszedł do US Valenciennes-Anzin i przez rok grał w nim w trzeciej lidze. Następnie niemal w każdym sezonie grał w innym zespole. Były to: Tarbes SF (1995-1996), RCO Agde (1996-1997), Stade Beaucairois (1997-1998) i FC Sète (1998-1999). W latach 1999–2001 był zawodnikiem Olympique Alès, a w latach 2001–2002 – Stade de Reims. W sezonie 2002/2003 występował w La Roche VF, a karierę piłkarską kończył w 2006 roku jako zawodnik FC Martigues.

## Kariera reprezentacyjna
W reprezentacji Beninu Akpakoun zadebiutował w 2002 roku. W 2004 roku został powołany do kadry na Puchar Narodów Afryki 2004, jednak nie rozegrał na nim żadnego spotkania.